# (3095) Omarkhayyam

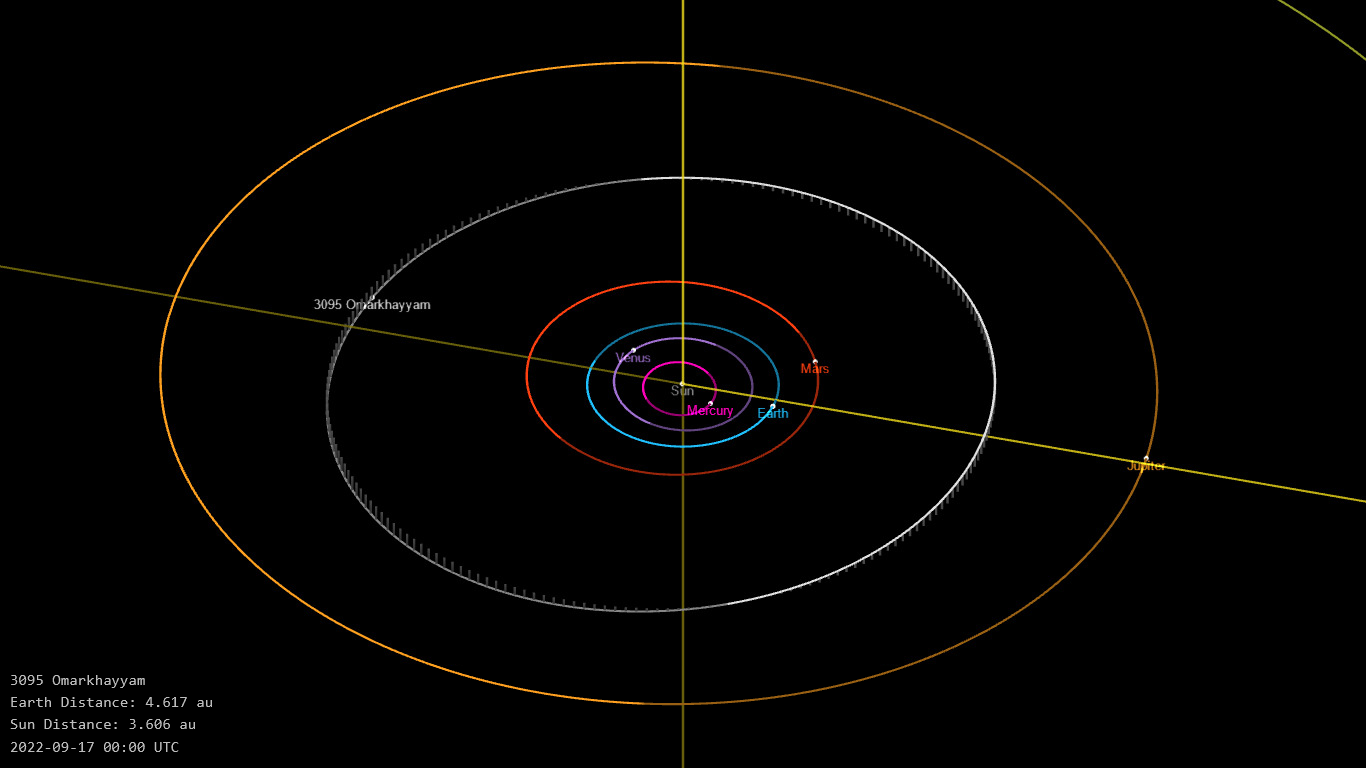
3095 Omarhayam (1980 RT2)

(3095) Omarkhayyam est un astéroïde de la ceinture principale.

## Description
(3095) Omarkhayyam est un astéroïde de la ceinture principale. Il fut découvert par Lioudmila Jouravliova le 8 septembre 1980 à Nauchnyj. Il présente une orbite caractérisée par un demi-grand axe de 3,49 UA, une excentricité de 0,075 et une inclinaison de 2,98° par rapport à l'écliptique.
Il fut nommé en hommage à l'écrivain et savant persan du XIe siècle Omar Khayyam (1048-1131).

## Compléments